# Раубалль, Райнхард
Раубалль Райнхард (родился 25 декабря 1946 года) — член Социал-демократической партии Германии, юрист, президент Боруссии (Дортмунд) и министр юстиции в Северном Рейне — Вестфалии.
Как профессиональный футболист Раубалль играл в 60-х годах в Дортмунде. 14 ноября 2004 в третий раз стал президентом «Боруссии» (Дортмунд). В начале первого периода в клубе (с 1979 по 1982 год) был самым молодым президентом клуба в истории Бундеслиги. В 2007 году он стал президентом лиги, он был единогласно избран голосами всех 36 профессиональных клубов.